# Terapia (companie)
Terapia S.A. este al doilea producător român de medicamente și cel mai mare exportator de medicamente din România. 
Este cunoscută și pentru lansarea medicamentului Faringosept, este cel mai mare contribuabil din Cluj-Napoca și unul dintre cei mai mari angajatori industriali din județul Cluj.

## Istoric
În 1921 s-a înființat Întreprinderea de medicamente Terapia în orașul Cluj.
SC Terapia Cluj-Napoca s-a înființat ca societate comercială pe acțiuni la data de 12.11.1990, în temeiul Legii 15/1990 privind reorganizarea unităților de stat ca regii autonome și societăți comerciale, și pe baza Hotărârii Guvernului României nr. 1200/12.11.1990, prin preluarea integrală a patrimoniului deținut de Întreprinderea de Medicamente Terapia Cluj-Napoca, înființată în anul 1921.
Compania a devenit societate comercială pe acțiuni în septembrie 1991 și s-a privatizat în anul 1996 prin procesul de privatizare în masă.
Privatizarea SC Terapia SA - Cluj s-a realizat prin Negociere directă cu investitorul potențial selectat, conform Hotărârii Guvernului nr. 887/1995 și s-a finalizat prin transferul capitalului social deținut de stat la această societate către persoane fizice și juridice, în două etape distincte, după cum urmează:
- în baza procesului de privatizare în masă, conform Legii nr. 55/1995 pentru accelerarea procesului de privatizare, SC Terapia SA - Cluj fiind cuprinsă în Lista societăților comerciale care s-au privatizat în baza acestei legi cu un procent maxim de transfer gratuit de 49% din capitalul social al societății. Ca urmare a derulării procesului de privatizare în masă, au devenit acționari la SC Terapia SA - Cluj un număr de 167.990 persoane.
- vânzarea pachetului de acțiuni deținut de Fondul Proprietății de Stat la SC Terapia SA - Cluj. Prin contractul de vânzare-cumpărare nr. 550/31.05.1996, încheiat între Fondul Proprietății de Stat și SC Romferchim S.A. București, aceasta a cumpărat număr de 396.208 acțiuni.

Privatizarea fabricii "Terapia" a fost motivată de necesitatea investițiilor în tehnologie de vârf, management performant, marketing agresiv, dezvoltarea sectorului de cercetare, diversificarea producției, creșterea exportului etc.,. Au urmat trei valuri succesive de concedieri, astfel că, de la 1.500 de angajați s-a ajuns în 2004 la mai puțin de 500. În 13 februarie 2004 și-a încetat activitatea și secția de sinteză fină l ceea ce a dus la concedierea a încă 150. De la cele 30 - 35 medicamente, produse înainte de privatizare, în 2004 la "Terapia" se mai producea doar faringosept.
În 2004, fondul de investiții Advent International a achiziționat 95% din Terapia. A fost cea mai mare tranzacție din industria farmaceutică din România cu o valoare de 324 milioane de dolari.

În anul 2006 Terapia a achiziționat doi producători de medicamente din București, Pharmaplant Biogalenica și Promedic.
Pe 8 iunie 2006, Advent  a vândut 96,7% din acțiunile Terapia S.A de către Ranbaxy Netherlands BV, o sucursală a concernului internațional Ranbaxy Laboratories (India), ca urmare a aprobării tranzacției de către Consiliul Concurenței din România , ocazie cu care întreprinderea Terapia și-a schimbat denumirea în Terapia Ranbaxy.
În anul 2008, compania farmaceutică Daiichi Sankyo, al treilea producător din piața japoneză, a finalizat preluarea a 20% din compania Ranbaxy Laboratories, ca parte a unui proces de achiziție în valoare de 4,1 miliarde dolari. 
În felul acesta, compania Terapia Ranbaxy a devenit membră a grupului japonez Daiichi Sankyo.

## Situația actuală
Acțiunile Terapia S.A. au fost cotate la categoria I a Bursei de Valori București în perioada 1 aprilie 1997 - 31 martie 2004, după care societatea a fost delistată de la cota Bursei, devenind astfel societate de tip închis.
Terapia este primul producător român de medicamente care a înființat un centru de bioechivalență în anul 2002, iar în iulie 2003 a obținut Certificatul de Bună Practică de Laborator (Good Laboratory Practice - GLP) fiind și primul centru românesc de acest fel, care dispune de o unitate clinică proprie, cu personal calificat Good Clinical Practice – GCP.
Terapia exportă peste 30% din portofoliul său în 15 țări est-europene.
În ultimii ani, compania și-a deschis reprezentanțe în Moscova (Rusia) și Kiev (Ucraina).
Cel mai cunoscut produs Terapia este Faringosept, promovat intens prin campanii publicitare în România, Rusia și Polonia.
Alte produse sunt Artroflex și Paduden.
În anul 2009, compania era cea mai mare firmă producătoare de medicamente generice de pe piața din România, și pe locul șapte în topul companiilor farmaceutice, cu o cotă de 4,2%.
Număr de angajați în 2016: 861
Vânzările companiei:
- 2007: 120 milioane euro[11]
- 2005: 80 milioane dolari[9]